# مولوي تميز الدين
مولوي تميز الدين (1889 - 19 أغسطس 1963) رئيس ومتحدث سابق باسم الجمعية التأسيسية لباكستان (1948-1954) والمجلس الوطني الباكستاني بين عامي 1962 و 1963.
سجل تميز الدين اسمه في تاريخ باكستان عندما حل الحاكم العام غلام محمد الجمعية التأسيسية في 1954. حيث رفع تميز الدين القضية إلى المحكمة، وأقام الدعوى في 7 نوفمبر 1954. وعلى الرغم من أن المحكمة العليا وافقت ثم انقلبت عليه، إلا أن المحكمة الاتحادية برئاسة القاضي محمد منير ألغت حل الجمعية. شغل أيضا منصب رئيس لجنة المبادئ الأساسية التي أنشئت في عام 1949.
توفي بدكا، باكستان الشرقية (هي الآن بنغلاديش) في 19 أغسطس 1963 عن عمر يناهز 73 سنة.

## روابط خارجية
- تاريخ المجلس الوطني الباكستاني
- Banglapedia: بطاقة تعريفية لمولوي تميز الدين خان

| المناصب السياسية    | المناصب السياسية                             | المناصب السياسية    |
| ------------------- | -------------------------------------------- | ------------------- |
| سبقه محمد علي جناح  | ناطق باسم المجلس الوطني الباكستاني 1948–1955 | تبعه عبد الوهاب خان |
| سبقه عبد الوهاب خان | ناطق باسم المجلس الوطني الباكستاني 1962–1963 | تبعه فضل قدير شودري |